# Damian Gorawski
Damian Gorawski, né le 4 janvier 1979 à Ruda Śląska, est un footballeur polonais. Il joue au poste de milieu de terrain avec l'équipe de Pologne et le Górnik Zabrze.

## Carrière

### En clubs
- 1996-2003 :  KS Ruch Chorzów
- 2003-déc. 2004 :  Wisła Cracovie
- jan. 2005-jan. 2008 :  FK Moscou
- jan. 2008-jan. 2009 :  FK Chinnik Iaroslavl
- jan. 2009-2011 :  Górnik Zabrze

### En équipe nationale
Il a honoré sa première sélection le 12 novembre 2003 à l'occasion d'un match contre  l'équipe d'Italie.
Gorawski devait participer à la coupe du monde 2006 avec l'équipe de Pologne. Il a cependant été remplacé par Bartosz Bosacki après avoir échoué aux tests médicaux à la suite d'un diagnostic d'asthme sévère.

## Palmarès
- 14 sélections en équipe nationale (1 but) entre 2003 et 2006
- Champion de Pologne en 2001, 2003 et 2004